# Alexandre Frenel
Pour les articles homonymes, voir Frenkel.
Alexandre Frenel (né Isaac Frenkel à Odessa en 1899 et mort à Tel Aviv en 1981) est un peintre franco-israélo-ukrainien du XXe siècle.
L'artiste apporte un nouveau souffle en Israël : l’influence de l’École de Paris à l’art dominé par l’orientalisme[pas clair],.

## Débuts
Alexandre Frenel fait ses études à l'Académie d'art d'Odessa jusqu'en 1917 dans l’atelier du peintre Alexandra Ekster. Il émigre en Palestine en 1919 sur le célèbre bateau Ruslan avec les premiers pionniers de la troisième Alia (vague d'imrnigration). Il visite cette année, pour la première fois la ville de Safed où il édifie sa maison en 1934,.
En 1920, Frenel établit à Jaffa la coopérative artistique Hatomer et établit également un studio au gymnasium Herzliya où des cours du soir de peinture et de sculpture furent donnés. Il prend part à la premiêre exposition d'art en Palestine mandataire et y expose ses peintures abstraites.
À la fin des années 1920, Frenkel voyage en Égypte où il expose ses œuvres puis continue son chemin vers Paris.

## Les années 1920 : école de Paris
Il arrive à Paris en 1920, suit des cours à l'École des Beaux-Arts de Paris, à l'Académie de la Grande Chaumière chez Matisse et Bourdelle. Il expose dans les salons parisiens et fréquente le Dôme. En 1924, le peintre hollandais Piet Mondrian acquiert deux de ses peintures abstraites.
En 1925, il rentre en Palestine mandataire où il reste jusqu'en 1929. Il est considéré[Par qui ?] comme un artiste aux tendances artistiques audacieuses.
Il fonde deux ateliers d'art, le Masad et l'Eged, et fonde et dirige l'atelier de peinture de la Histadrout, rue Yavne à Tel Aviv, où l'influence parisienne est clairement ressentie.
Parmi ses élèves figurent Shimshon Holtzman, Mordechay Levanon, David Hendler, Joseph Kossonogi, Tsiona Tajar, Genia Berger, Nehamia Shtenzel, etc.
Parmi ses élèves, on compte aussi les élèves de l'École des beaux-arts Bezalel : Avigdor Stemastky, Yehezkel Streichman, Moshe Castel, Leon Fein, Arie Aroch et Aharon Avni. Ils sont exposés dans cet atelier à l'influence française et la plupart d'entre eux partent étudier à Paris vers la fin des années 1920 et au cours des années 1930.
En 1926, lors d'une exposition à Haohel, il expose quelques peintures abstraites ainsi que quelques compositions aux formes géométriques et des œuvres naturalistes. À cette période, on peut entrevoir les premiers signes d'une tendance expressionniste, en particulier dans le choix des couleurs.
En 1929, il repart a Paris. Son style expressionniste est enfin cristallisé. Il appartient désormais à l'École de Paris.

## Les années 1930
En 1934, il retourne en Palestine et ouvre de nouveau un atelier à Tel Aviv. Il établit sa maison à Safed. Il est l'un des premiers artistes à s'y établir, alors que la Colonie des Artistes ne fut créée que 14 ans plus tard. Il dessine et réalise les décors pour le carnaval Adloyada qui se déroule à Tel Aviv.
Pendant les années 1930, il crée les décors et les costumes du théâtre de I'Haohel. Il est engagé jusqu'en 1949 à la fois dans ce théâtre et dans le deuxième grand théâtre israélien, Habima. Il exécute de plus les portraits de plusieurs acteurs célèbres,.
1937 Il peint beaucoup la Palestine : Safed, Jérusalem, Tel Aviv, le Negev et la Galilée. Il présente jusqu'en 1950 13 expositions sur Safed.

## Les années 1940 : formation de l'État d'Israël et Colonie d’artistes à Safed
En 1934, 1938, 1939, 1940 et 1948 il reçoit le prix Dizengoff.
En 1948, Frenel est témoin de la première réunion de la Knesset, le parlement israélien, et de la première réunion du comité militaire. Il en fait une esquisse et réalise plus de 120 portraits de ses membres,,.
En 1949, avec d’autres artistes, il fonde une importante colonie d’artistes à Safed. Sa maison devint "Académie d'Art".
Il est le premier peintre choisi par l’État d’Israël pour le représenter à la Biennale de Venise. Frenel expose à la première et deuxième Biennale de Venise,.

## Les années 1950 à 1981 : entre la France et Israël
En 1952, Frenel est de nouveau à Paris. Il crée des vitrages en Normandie pour la baronne Alix de Rothshild. Il est considéré comme l'un des plus importants artistes juifs de l'École de Paris, en compagnie de Soutine, Mogdiliani, Kikoine, Kremegne, Manne Katz and Paskin. Il expose à Paris et dans le monde entier,,.
À partir de 1960, Alexandre Frenel expose dans des musées et des galeries en Europe, en Amérique, en Afrique du Sud et en Asie. À partir de ce moment, il vit à Paris et utilise sa maison de Safed comme maison d'été, partageant sa vie entre Paris et Israël.
En 1972, sa maison de Safed ouvre ses portes en tant que musée, le Musée Frenkel Frenel qui présente ses œuvres des années 1920 jusqu'à ses derniers jours.
En 1979, Frenel expose à L'Orangeraie, pour la célébration de son 80e anniversaire. L’exposition est inaugurée par le président du Sénat Alain Poher.
Il meurt en 1981 à Tel Aviv. Il est enterré à Safed.

## Exposition
- 1950 : Biennale de Venise
- 1924 : Salon des Indépendants, Paris
- 1924 : Salon d'Automne
- 1924 : Salon de la Société des artistes indépendants
- 1950-1964 : Romanet Gallery, Paris
- 1954 : Johannesburg - Durban - Cape Town
- 1957 : O'Hana Gallery, London
- 1959 : Max Bollag Gallery, Zürich
- 1962 : Galerie du Drap d'Or, Cannes
- 1965 : Continental Gallery, New York City
- 1967 : LIM gallerie, Tel Aviv
- 1969 : Stenziel gallerie, Munich
- 1970 : WESTART gallerie, New York City
- 1972 : Artistique International Gallery, Nice
- 1973 : Aqua Vella gallerie, Caracas
- 1973 : IBAM gallery, Rio de Janeiro
- 1974 : Galerie de Seine 38, Paris
- 1974 : Galerie Karsenty, Monaco
- 1974 : Galerie ALTULIDADES, São Paulo
- 1975 : Galerie Vendôme, Paris "Hommage à Chagall"
- 1975 : Galerie Jean Apesteguy, Deauville
- 1975 : Museum of Art, Lima
- 1976 : Artistes français
- 1977 : Israel Linke gallery, Amsterdam
- 1977 : Gallery Galjoen, Bois-le-Duc
- 1979 : Orangerie, Paris, inaugurée par le président du Sénat Alain Poher